# Zaria (rejon głuszkowski)
Zaria (ros. Заря) – chutor w zachodniej Rosji, w sielsowiecie popowo-leżaczańskim rejonu głuszkowskiego w obwodzie kurskim.

## Geografia
Miejscowość położona jest nad rzeką Wołfa, 6 km od centrum administracyjnego sielsowietu popowo-leżaczańskiego (Popowo-Leżaczi), 18 km od centrum administracyjnego rejonu (Głuszkowo), 134 km od Kurska.
W granicach miejscowości znajduje się 10 posesji.

## Demografia
W 2010 r. miejscowość zamieszkiwały 3 osoby.